# Vanillekipferl

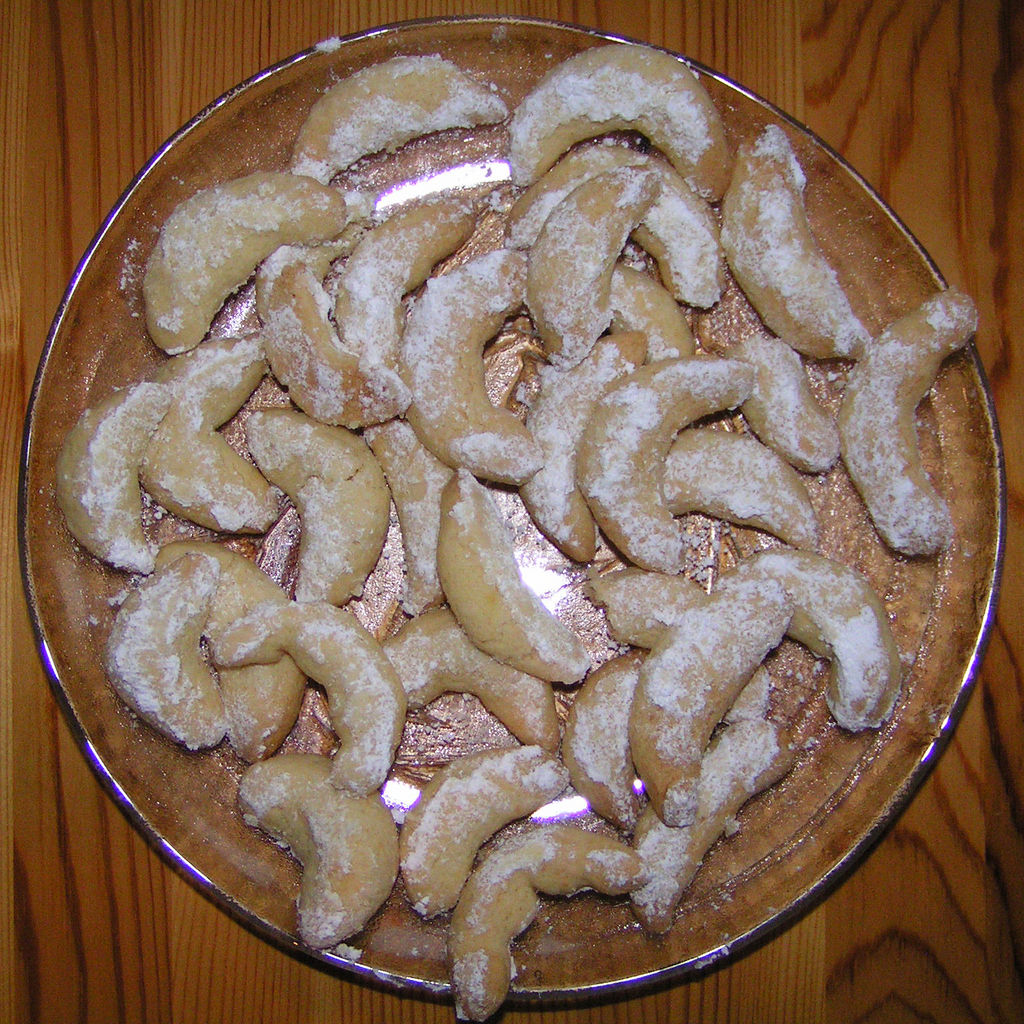

Vanillekipferl – austriackie ciasteczka w kształcie półksiężyca, o smaku migdałów i wanilii. Są wyrobem cukierniczym przygotowywanym tradycyjnie na Boże Narodzenie, jednak można je kupić również w pozostałą część roku.
Ciasteczka wywodzą się z Wiednia. Według legendy powstać miały w czasie bitwy pod Wiedniem w 1683. Wypiekane przez cukierników słodycze w kształcie półksiężyca (symbolu państwa tureckiego), miały symbolizować „pożarcie” wrogiej armii. Jednak taki kształt był w cukiernictwie używany już dużo wcześniej, co najmniej w VIII w
Ciastka popularne są także poza Austrią, m.in. w Szwajcarii, Niemczech i na Węgrzech.
Mają maślany smak, wypełnione są migdałami i posypane cukrem pudrem i cukrem waniliowym, mogą też zawierać skórkę cytrynową.